# Rupertikirche (Graz-Straßgang)

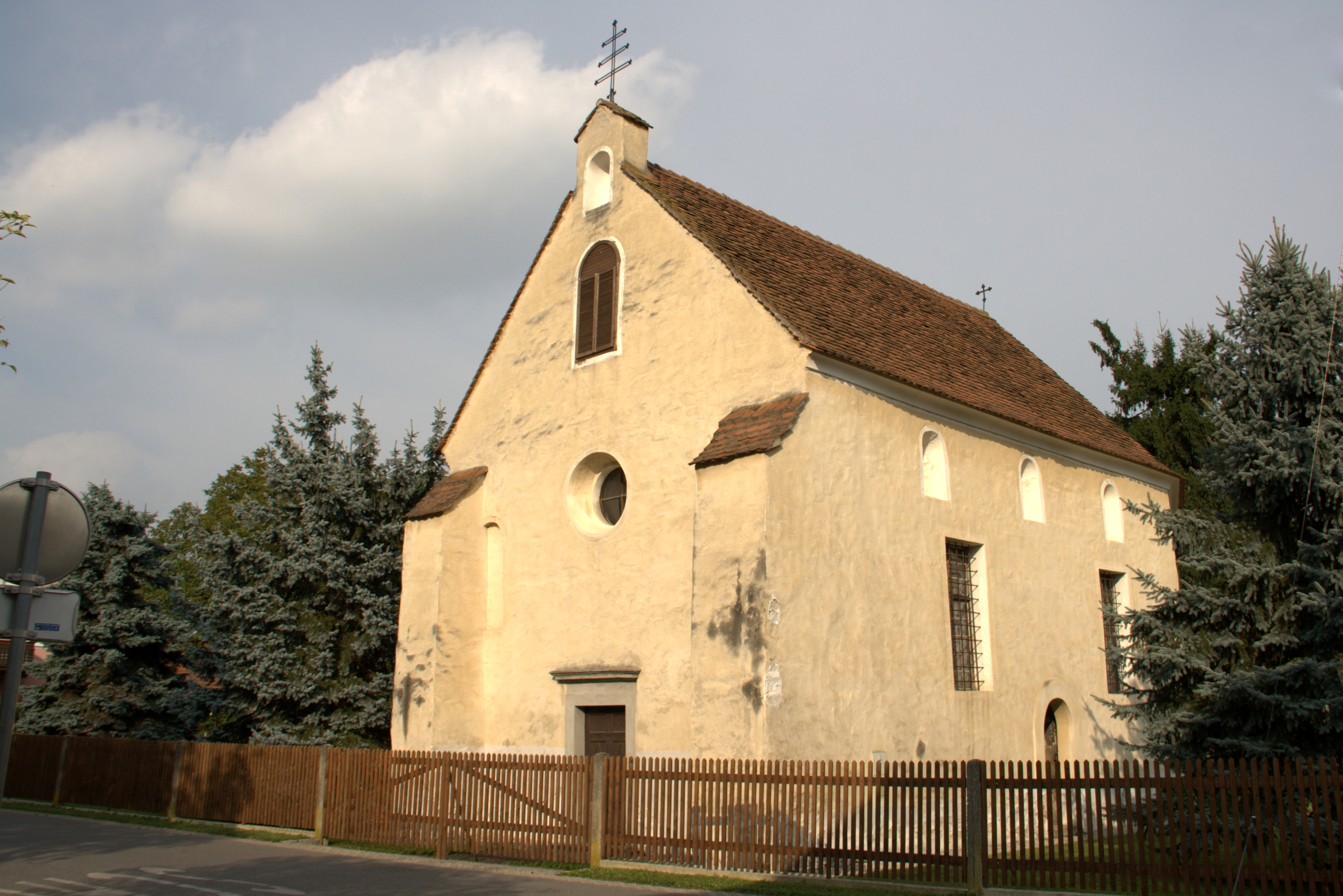
Rupertikirche in Graz-Straßgang

Die Rupertikirche bzw. Filialkirche Hl. Rupert, auch Aribonenkirche genannt ist ein römisch-katholisches Kirchengebäude im 16. Grazer Stadtbezirk Straßgang.

## Kirche
Die Rupertikirche ist ein im Kern frühromanisches, möglicherweise sogar karolingisches Gotteshaus, das im Jahre 1354 erstmals urkundlich erwähnt wurde. Die kleine Kirche ist vielleicht die älteste Kirche im Grazer Stadtgebiet. Das Gebäude, das heute in Privatbesitz ist, wurde vermutlich direkt vom Salzburger Erzbischof als Gegengewicht zu den nahen Eigenkirchen der Aribonen (St. Georg, heute Straßganger Pfarrkirche Maria im Elend, und St. Martin) in Auftrag gegeben. Während dem Bauwerk nach außen hin noch weitestgehend seine schlichte Architektur erhalten geblieben ist, wurde der Innenraum mehrmals umgebaut: 1620 wurde das Langhaus gewölbt und der Chor errichtet, 1675 der Hochaltar fertiggestellt.